# (4291) Kodaihasu
(4291) Kodaihasu (1989 VH) – planetoida z pasa głównego asteroid okrążająca Słońce w ciągu 5,15 lat w średniej odległości 2,98 j.a. Odkryta 2 listopada 1989 roku.